# Bamingui
Bamingui è una subprefettura della Prefettura di Bamingui-Bangoran, nella Repubblica Centrafricana.